# Districtul Moei Wadi
Moei Wadi (în thailandeză เมยวดี) este un district (Amphoe) din provincia Roi Et, Thailanda, cu o populație de 22.463 de locuitori și o suprafață de 180,59 km².

## Componență
Districtul este subdivizat în 4 subdistricte (tambon), care sunt subdivizate în 43 de sate (muban).
| Nr. | Nume       | În thailandeză | Sate | Locuitori |  |
| --- | ---------- | -------------- | ---- | --------- |  |
| 1.  | Moei Wadi  | เมยวดี          | 11   | 5,609     |  |
| 2.  | Chumphon   | ชุมพร           | 14   | 7,823     |  |
| 3.  | Bung Loet  | บุ่งเลิศ          | 9    | 4,852     |  |
| 4.  | Chom Sa-at | ชมสะอาด        | 9    | 4,179     |  |